# Fia i folkhemmet
Fia i folkhemmet är en bok från 1974 av författaren Anna-Lisa Bäckman, utgiven på Bo Cavefors Bokförlag. Boken fick en uppföljare 1975, Fia med manifestet. Boken handlar om artonåriga och gravida Fia som flyttar till en ny förortslägenhet med sin pojkvän, chauffören Björne.
Boken filmatiserades för TV 1977 i regi av Christer Björkvall och i samband med detta gavs en andra upplaga av boken ut.

## Rollista
- Ann Sofi Nilsson – Fia Karlsson-Larsson
- Per Mattsson – Björne
- Anders Nyström – farsan
- Yvonne Lombard – morsan
- Marie Göranzon – Agnes
- Mona Seilitz – Agneta
- Ewa Fröling – Karin
- Jan Malmsjö – Söljewall
- Jonas Bergström
- Gunilla Olsson
- Viveca Dahlén
- Karin Miller
- Tove Linde